# Nopphitam (huyện)
Nopphitam (tiếng Thái: นบพิตำ) là một huyện (amphoe) của tỉnh Nakhon Si Thammarat, miền nam Thái Lan.

## Lịch sử
Huyện được lập ngày 1 tháng 4 năm 1995 thông qua việc tách 4 tambon phía tây từ huyện Tha Sala.
Theo quyết định của chính phủ Thái Lan ngày 15 tháng 5 năm 2007, tất cả 81 tiểu huyện đều được nâng thành huyện. Với việc đăng công báo hoàng gia ngày 24 tháng 8, việc nâng cấp thành chính thức.
.

## Địa lý
Các huyện giáp ranh (từ phía đông bắc theo chiều kim đồng hồ) là Sichon, Tha Sala, Phrom Khiri và Phipun của tỉnh Nakhon Si Thammarat và Ban Na San và Kanchanadit của tỉnh Surat Thani.
Nopphitam có phần cực bắc của Vườn quốc gia Khao Luang, bảo vệ một phần của dãy núi Nakhon Si Thammarat.

## Hành chính
Huyện này được chia thành 4 phó huyện (tambon), các đơn vị này lại được chia ra thành 38 làng (muban). Không có khu vực thành thị, có 4 Tổ chức hành chính tambon.
| \| STT \| Tên \| Tên tiếng Thái \| Số làng \| Dân số \| \| \| 1. \| Nopphitam \| นบพิตำ \| 9 \| 7.539 \| \| \| 2. \| Krung Ching \| กรุงชิง \| 11 \| 8.185 \| \| \| 3. \| Karo \| กะหรอ \| 9 \| 7.039 \| \| \| 4. \| Na Reng \| นาเหรง \| 9 \| 6.907 \| \| | Map of Tambon |                |         |        |  |
| STT | Tên           | Tên tiếng Thái | Số làng | Dân số |  |
| 1. | Nopphitam     | นบพิตำ          | 9       | 7.539  |  |
| 2. | Krung Ching   | กรุงชิง          | 11      | 8.185  |  |
| 3. | Karo          | กะหรอ          | 9       | 7.039  |  |
| 4. | Na Reng       | นาเหรง         | 9       | 6.907  |  |